# Univerzita ve Valladolidu
Valladolidská univerzita či Univerzita ve Valladolidu (španělsky Universidad de Valladolid, zkráceně UVa) je starobylá univerzitní instituce ve Španělském Valladolidu. Byla založena králem Alfonsem VIII. Kastilským ve 13. století a patří tak mezi nejstarší instituce v zemi i v Evropě.

## Dějiny

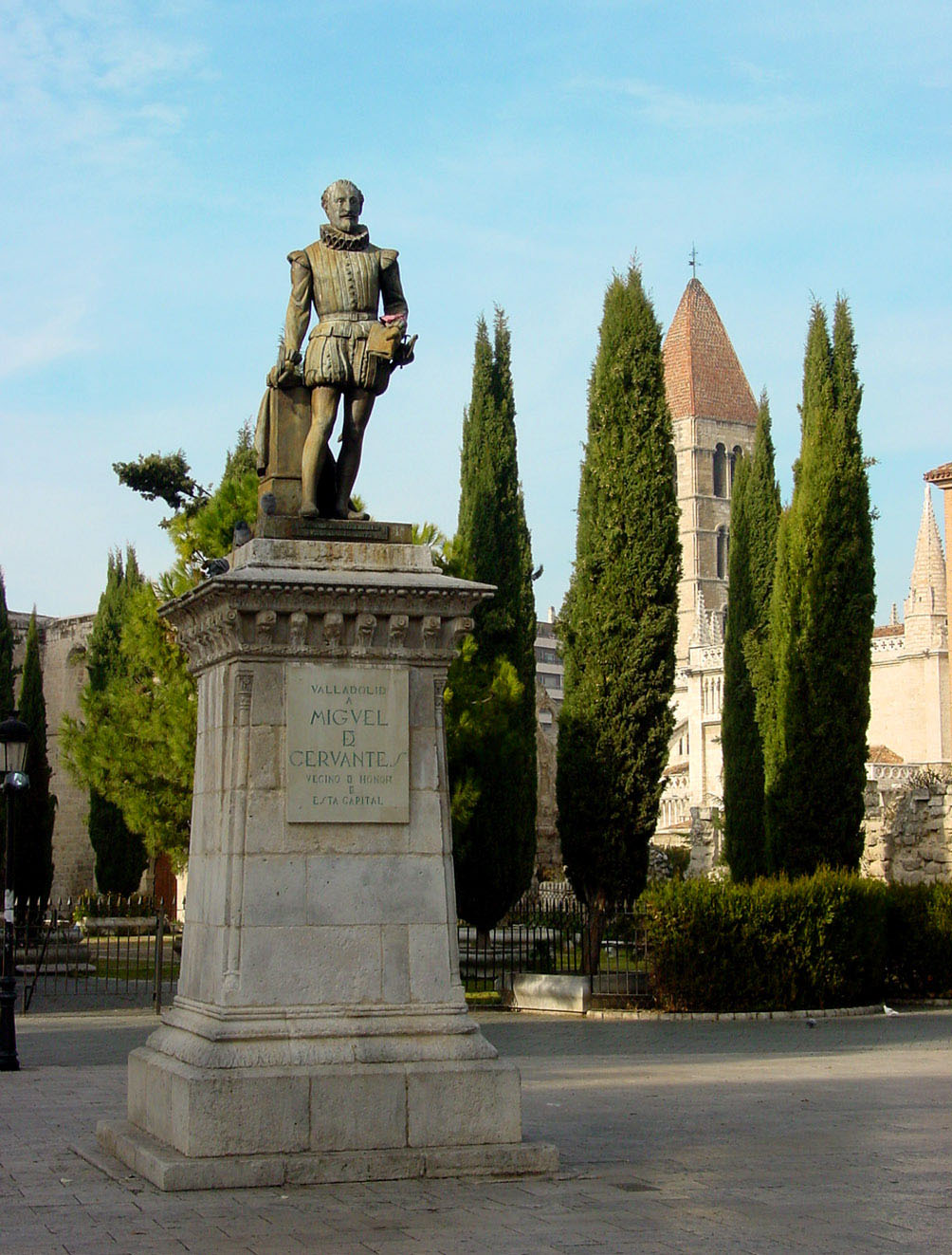
Památník Miguela de Cervantese na náměstí Plaza de la Universidad

Valladolidská univerzita byla sloučena s nejstarší španělskou univerzitou v Palencii. Podle nedávného výzkumu bylo založení univerzity iniciováno králem a městem, jak je uvedeno v dokumentech o darech kastilskému králi novému ateliéru městské radě, která by sloužila jako prostředník nadace. Další hypotéza to považuje za výsledek převodu Studia generale z Palencie v letech 1208 až 1241, opět provedeného z iniciativy kastilského krále Alfonse VIII. a biskupa Tella Télleza de Menesis.
Od svého vzniku úzce souvisí s kulturním a ekonomickým rozvojem města. V průběhu 12. století, zejména ve spojení s nárůstem počtu studentů a rozšiřováním studia a snadnějším přístupem, má univerzita aktivní podíl na historických událostech a společenských otázkách města a země. Po vypuknutí občanské války v roce 1936 pak vedl střet univerzity k čistkám a v některých případech k popravě mnoha profesorů a učitelů.
Univerzitu v rámci svátku Svatého týdne zastupuje Univerzitní bratrstvo Santo Cristo de la Luz, které každoročně zobrazuje stejnojmenné dílo sochaře Gregoria Fernándeze v univerzitní kapli Svatého Kříže (Santa Cruz).
V 80. letech 20. století univerzita realizovala výstavbu nových budov ve čtvrti La Rondilla a současně s tím se také rozšířila do dalších oblastí. Později byla zahájena výstavba v sousedství Betléma a San Pedro Regalado. Budovy v tomto kampusu však při neexistenci přesného urbanistického plánu jasně korelují s prostředím.

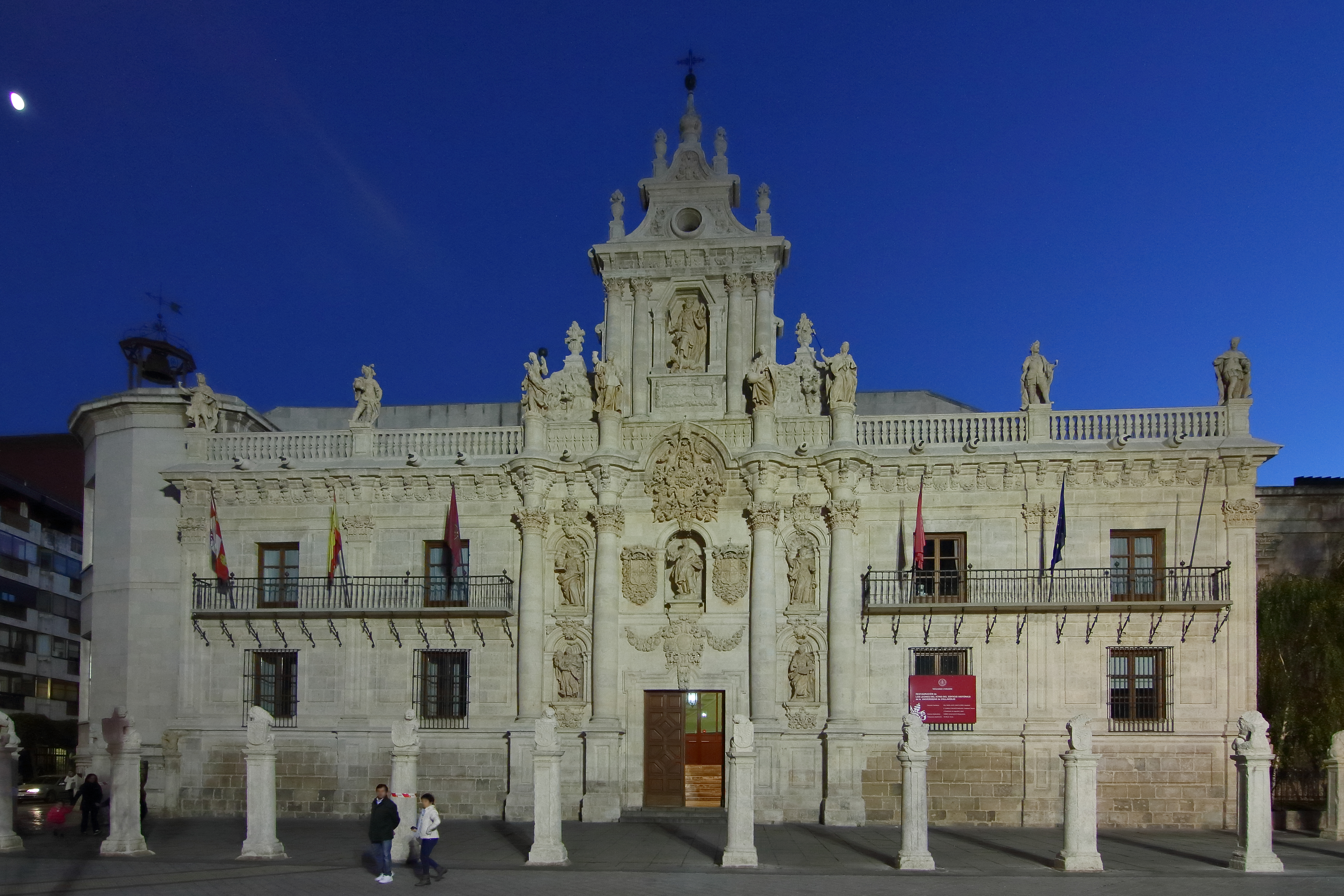
Barokní budova postavená v roce 1715, dnes sídlo právnické fakulty

## Knihovna
Univerzitní knihovna má 500 000 svazků. 